# Fraroz
Fraroz – miejscowość i gmina we Francji, w regionie Burgundia-Franche-Comté, w departamencie Jura.
Według danych na rok 1990 gminę zamieszkiwało 40 osób, a gęstość zaludnienia wynosiła 6 osób/km² (wśród 1786 gmin Franche-Comté, Fraroz plasuje się na 703. miejscu pod względem liczby ludności, natomiast pod względem powierzchni na miejscu 666.).